# Ондрей Непела
Ондрей Непела (1951—1989) — чехословацький спортсмен з фігурного катання. Олімпійський чемпіон серед чоловіків у японському місті Саппоро 1972 року, триразовий чемпіон світу та п'ятиразовий переможець чемпіонату Європи.

## Біографія та спортивна кар'єра
Народився Ондрей Непела в місті Братислава, Чехословацької РСР 22 січня 1951 року. Семирічним хлопчиком, побачивши виступи з фігурного катання під час Чемпіонату світу, що 1958 року проходив у столиці сучасної Словаччини, вмовляє матір віддати його на навчання за цим видом спорту.
1964 року Ондрей вперше взяв участь в змаганнях і посів 17 місце на Чемпіонаті Європи та показав 22 результат на Олімпійських іграх в Інсбруці, що дало підстави говорити про велике спортивне майбутнє тоді ще тринадцятирічного Непела. Беззаперечно своїм поки що незначним, але все ж досягненням, хлопець завдячував не тільки затятій працелюбності та впертості, а й в першу чергу своєму тренеру Хільду Мудрій, що протягом кар'єри спортсмена залишалася його беззмінним наставником.
Після змагань Ондрей наполегливо працює, віддаючи ввесь свій вільний від навчання в школі час фігурному катанню, і вже наступного року фігурист отримує першість на чемпіонаті Чехословаччини та покращує свої результати на міжнародних чемпіонатах.
Вже 1966 року хлопець стає бронзовим чемпіоном Європи та входить до шістки найкращих фігуристів світу.
Перша Олімпіада Непели була у Греноблі 1968 року де він після виконання основної програм був на п'ятій сходинці, а в підсумковому результаті посів 8 місце. Однією з причин, на думку спеціалістів, є не достатньо імпровізації в довільній програмі.
1971 року Ондрей визнаний найкращим спортсменом Чехословаччини та протягом наступних трьох років отримати беззаперечні перемоги на чемпіонатах світу до 1973 року включно. Останню з цих нагород він завоював у рідній Братиславі.
1972 року Ондрей Непела став олімпійським чемпіоном.
Після численних перемог в одиночному фігурном катанні для чоловіків, в 22 роки він підписує контракт з льодовим шоу «Holiday on Ice». До 1986 року він залишався незмінним головним виконавцем в цій програмі.
Окрім виступів спортсмен займається також тренерською кар'єрою в Федеративній Республіці Німеччина — 1976 року з цією метою він отримав ліцензію.
Спортсмена характеризують як універсала в техніці виконання. Він завжди чудово і майже безпомилково виконував основні фігури, такі як потрійні рітберги і тулупи, обертання та крокові доріжки.
2 лютого 1989 року Ондрей Непела помер в німецькому місті Мангейм від СНІДу в 38-річному віці.

## Особисте життя
Непела ніколи не був одружений та приховував свою гомосексуальну орієнтацію. Пізніше гомосексуальність Непели підтвердив фігурист Толлер Кренстон у своїй книзі, в якій він описав свій роман з Непелою.

## Вшанування пам'яті спортсмена
В пам'ять про нього Асоціація фігурного катання Словаччини з 1993 року організовує міжнародні змагання під назвою «Меморіал Ондрея Непела». Через вісім років після смерті спортсмена на його честь названо Зимовий палац в столиці Словаччини, а 2000 року Ондрея Непела визнано найкращим словацьким спортсменом століття.
Славу свого вчителя продовжила одна з його найкращих учениць Клаудія Ляйстнер, яка завоювала золоту медаль на Чемпіонаті Європи 1989 року.

## Використані джерела
1.http://viva.ua/lifestar/news/5470-znamenitosti-umershie-ot-spida.html
2. http://www.radio.cz/ru/rubrika/sportistorija/luchshij-chexoslovackij-figurist-ondrej-nepela [Архівовано 1 грудня 2017 у Wayback Machine.]